# Georges Géret
Antoine Henri "Georges" Géret, född 18 oktober 1924 i Lyon, Auvergne-Rhône-Alpes, död 7 april 1996 i Paris, var en fransk skådespelare.

## Roller i urval
- 1964 – En kammarjungfrus dagbok
- 1964 – En vacker sommarmorgon
- 1964 – Flykten
- 1964 – Flykten från Dunkerque
- 1965 – Hämnd på tjallare
- 1965 – Jag älskar när åskan går
- 1966 – Jag var en manlig sexbomb
- 1966 – La chasse à l'homme
- 1967 – Diamanter från Beirut
- 1969 – Byslinkan
- 1969 – Den vilda diamantjakten
- 1969 – Z – han lever
- 1979 – Flic ou Voyou
- 1980 – Teheran 43